# Jenica Rudics
Lena Jenica Rudics (n. Pop, pe 26 martie 1979, în Baia Mare) este o handbalistă română care, din vara anului 2017, joacă pentru echipa CSU Oradea. Rudics evoluează pe postul de extremă stânga.

## Palmares
- Cupa Challenge:
  - Finalistă: 2003
- Liga Națională:
  -  Câștigătoare: 2014
  - Medalie de argint: 2013
- Cupa României:
  -  Câștigătoare: 2013, 2014
- Supercupa României:
  -  Câștigătoare: 2013